# Phytomyza eupatorii
Phytomyza eupatorii är en tvåvingeart som beskrevs av Friedrich Georg Hendel 1927. Phytomyza eupatorii ingår i släktet Phytomyza och familjen minerarflugor. Inga underarter finns listade i Catalogue of Life.